# Felix Kaufmann
Felix Kaufmann (4 de juliol de 1895, Viena - 23 desembre de 1949, Nova York) era un filòsof de lleis austríac-americà.
Va estudiar Jurisprudència i Filosofia a la ciutat de Viena. Entre 1922-1938 va ser Privatdozent. En aquest temps Kaufmann era membre del Cercle de Viena. Va escriure els Fonaments de la matemàtica, al costat de Hermann Weyl i Oskar Becker, on va tractar d'aplicar la Fenomenologia d'Edmund Husserl per a la Matemàtica Constructiva. El 1938 la situació dels estudiants jueus es va tornar difícil, de manera que Kaufmann va emigrar als Estats Units, on va ensenyar fins al dia de la seva mort. Va ser professor de lleis i va treballar a la Universitat de Nova York.

## Obres
- Logik und Rechtwissenschaft, 1922
- Die Kriterien des Rechts, 1924
- Das Unendliche in der Mathematik und seine Ausschaltung, 1930
- Methodenlehre der Sozialwissenschaften, 1936